# The Marvels
Série l'univers cinématographique Marvel
Les Gardiens de la Galaxie Vol. 3
(2023) Deadpool et Wolverine
(2024)
Série Captain Marvel
Captain Marvel
(2019)
Pour plus de détails, voir Fiche technique et Distribution.
The Marvels, ou Les Marvel au Québec, est un film américain réalisé par Nia DaCosta, sorti en 2023.
Il s'agit du 33e film de l'univers cinématographique Marvel et le troisième de la phase cinq. Il met en scène Brie Larson dans le rôle de Carol Danvers / Captain Marvel, aux côtés d'Iman Vellani, en tant que Kamala Khan / Miss Marvel et Teyonah Parris, en tant que Monica Rambeau. Il fait suite au film Captain Marvel (2019) et s'inscrit dans la continuité des séries WandaVision (2021) et Ms. Marvel (2022).

## Synopsis
Depuis que Carol Danvers alias Captain Marvel a détruit l'Intelligence suprême (en), qui dirigeait l'empire Kree en 1995, les Kree sont entrés en guerre civile, ce qui a provoqué l'effondrement de la planète Hala, leur capitale, qui ne possède plus d'eau et d'air, et son soleil se meurt. En 2026, Dar-Benn, une Kree qui est la dirigeante de l'empire depuis trente ans, a pour objectif de piller les ressources naturelles de différentes planètes pour faire revivre Hala.
Sur la planète rocheuse MB-418, Dar-Benn déterre un bracelet qui pourrait apparemment lui permettre d'arriver à son but, étonnée de ne pas trouver le deuxième bracelet, il se trouve que ce dernier est en possession de Kamala Khan alias Miss Marvel, qui possède des pouvoirs depuis qu'elle l'a trouvé dans les objets restants de sa grand-mère, Sana. Dar-Benn utilise alors l'Arme universelle (l'arme des dirigeants Kree) et le bracelet pour créer un point de saut artificiel menant à Hala.
Carol est chargée par Nick Fury d'enquêter sur l'anomalie causée par Dar-Benn sur MB-418. En même temps, Monica Rambeau, qui travaille avec Fury sur la station spatiale S.A.B.E.R. depuis les événements de Westview, se dirige à son tour vers un point de saut défaillant non loin de la station. Alors que Monica et Carol touchent l'anomalie en même temps, elles échangent de place, laissant Carol dans la chambre de Kamala à Jersey City, Monica sur MB-418 et Kamala dans la combinaison spatiale de Monica sur S.A.B.E.R.
Carol retourne dans son vaisseau et décide de se rendre sur la planète Tarnax, un refuge Skrull, où doit se décider un traité de paix entre les Kree et les Skrulls. Carol infiltre le vaisseau amiral de Dar-Benn mais est rapidement découverte, ce qui l'oblige à utiliser ses pouvoirs mais échange de place de nouveau avec Kamala et Monica. Les soldats Kree se retrouvent à combattre Kamala sur Tarnax et sur S.A.B.E.R., ainsi que Monica et Carol dans la maison des Khan. 
Après avoir combattu les soldats Kree, Fury et Monica rendent visite à Kamala et sa famille. Monica en conclut que ses pouvoirs, issus de la lumière, sont entremêlés avec ceux de Carol et Kamala, Carol a le pouvoir d'absorber et projeter de l'énergie lumineuse, Monica peut la détecter et Kamala la transforme en énergie solide. Le trio est donc victime d'un enchevêtrement quantique. Kamala et Carol échangent de nouveau de place, Carol et Monica se retrouvent. En essayant de voler, Carol échange de place avec Kamala, qui est désormais en chute libre dans le ciel. Monica, en essayant de sauver Kamala, se transporte avec elle dans le vaisseau amiral de Dar-Benn. Carol arrive à Tarnax et confronte Dar-Benn, cette dernière utilise son bracelet (pouvant absorber les pouvoirs de Carol) et l'Arme universelle pour créer un point de saut qui absorbe l'atmosphère de Tarnax vers Hala. Le traité de paix n'était alors qu'une ruse. Carol, Monica et Kamala réussissent à sauver quelques rescapés Skrulls, mais ne peuvent pas tous les secourir, Kamala est déçue de voir son héroïne et modèle agir ainsi. À bord du vaisseau de Carol, le roi Valkyrie arrive pour recueillir les rescapés sur la Nouvelle Asgard.
Plus tard, Carol découvre que les bracelets de Kamala et Dar-Benn sont en fait des « Bracelets quantiques », des artefacts très anciens relatés dans les textes Kree, permettant de manipuler l'espace-temps et qui sont à l'origine du réseau de points de saut dans l'Univers. Pendant ce temps, sur Hala, la population retrouve de l'air respirable. Dar-Benn, ne voulant pas attendre encore plus longtemps pour satisfaire son peuple, prévoit d'attaquer une autre planète.
Dans le vaisseau de Carol, le trio essaie de se remémorer grâce à un appareil Skrull la prochaine planète que pourrait cibler Dar-Benn en y cherchant l'image des ses plans. Monica entre en contact avec les souvenirs de Carol, elle apprend qu'elle avait rendu visite à sa mère, Maria, lorsqu'elle était mourante d'un cancer pendant l'Éclipse. Le trio découvre que Dar-Benn vise l'eau de la planète Aladna, qui est composée à 98% d'océans, et décide de s'y rendre.
Sur S.A.B.E.R., Fury découvre qu'une trentaine d'œufs apparaissent partout dans la station. Sur Aladna, Carol retrouve le prince Yan, avec qui elle s'est mariée à la suite d'un accident diplomatique. Dar-Benn et ses troupes arrivent à leur tour sur Aladna. L'armée de la planète se bat contre les Kree tandis que Carol, Monica et Kamala se battent contre Dar-Benn. Cette dernière découvre que Kamala est en possession du second Bracelet quantique et parvient ensuite à ouvrir un point de saut vers Hala, récupérant ainsi l'eau d'Aladna. En mauvaise posture, le trio réussit à s'enfuir à temps et atterrit sur une planète désertique. Carol avoue à Kamala et Monica qu'elle regrette d'avoir détruit l'Intelligence Suprême. La prochaine cible de Dar-Benn n'est autre que le Soleil de la Terre, obligeant ainsi le trio à se rendre alors immédiatement vers S.A.B.E.R..
Les œufs sur S.A.B.E.R. se révèlent être en réalité des œufs de Flerken, qui envahissent la station rapidement. De retour à S.A.B.E.R., Carol doit aider Fury à évacuer la station avant l'arrivée de Dar-Benn, tout l'équipage vont se faire dévorer par les Flerkens jusqu'à l'atterrissage sur Terre pour avoir assez de place dans les vaisseaux de sauvetage. Dar-Benn ouvre un point de saut à côté du Soleil, l'énergie solaire commence à s'extraire en direction d'Hala. Carol, Monica et Kamala retrouvent Dar-Benn dans le vaisseau amiral et un affrontement s'ensuit. Dar-Benn réussit à récupérer le Bracelet quantique de Kamala mais dès qu'elle les enfiles, elle meurt instantanément à cause du surplus d'énergie des Bracelets.
À cause de la grande instabilité du point de saut, ce dernier se transforme en passage vers un univers alternatif, causant ainsi le début d'une incursion. Face à la situation, Carol et Kamala doivent donner assez d'énergie pour que Monica puisse avoir assez de puissance pour essayer de réparer l'incursion. Pour y parvenir, Monica doit obligatoirement passer de l'autre côté du passage, la condamnant à y rester. Monica réussit à réparer l'incursion mais Carol comprend trop tard qu'elle se sacrifie et se retrouve ainsi transportée dans l'autre réalité.
Kamala, désormais en possession des deux Bracelets, retourne sur Terre pour annoncer à Fury la disparition de Monica. Carol, ayant découvert qu'elle avait la capacité de restaurer le soleil d'Hala, utilise ses pouvoirs, les Kree retrouvent alors leur planète. Plus tard, Kamala emménage temporairement avec sa famille dans l'ancienne maison de Monica et Maria en Louisiane. De retour à New York, Kamala rencontre Kate Bishop dans son appartement pour lui proposer de former une nouvelle équipe de héros, notamment avec Cassie Lang.
Scène inter-générique
Monica se réveille en face de Maria, qui ne semble pas la reconnaître. Elles sont rejointes par Hank McCoy alias le Fauve, qui explique à Monica qu'elle se trouve désormais dans une réalité parallèle à la sienne et que Charles attend un rapport. Maria se révèle ensuite être Binary, et le symbole des X-Men apparaît derrière elle.

## Fiche technique
Sauf indication contraire, les informations mentionnées dans cette section peuvent être confirmées par les bases de données cinématographiques IMDb et Allociné,  présentes dans la section « Liens externes ».
- Titre original et français : The Marvels
- Titre québécois : Les Marvel
- Réalisation : Nia DaCosta
- Scénario : Megan McDonnell, Nia DaCosta et Elissa Karasik, d'après les personnages Marvel Comics créés par Kelly Sue DeConnick, Stan Lee, Gene Colan et Roy Thomas
- Musique : Laura Karpman
- Direction artistique : Tim Browning, Gordon Champ, Ben Collins, Patrick Harris, Rhys Ifans, Daniel Kearns, Samuel Leake, Nic Pallace, Andrew Palmer, Chris Peters, Luke Sanders, Elicia Scales et Tom Whitehead
- Décors : Cara Brower
- Costumes : Lindsay Pugh
- Photographie : Sean Bobbitt
- Son : David Giles, Paul Munro, Yung Q
- Montage : Catrin Hedström et Evan Schiff
- Production : Kevin Feige et Victoria Alonso (en)
  - Producteurs délégués : Matthew Jenkins et Mary Livanos
- Sociétés de production[2] : Marvel Studios
- Société de distribution : Walt Disney Studios Motion Pictures
- Budget : 274 millions de $
- Pays de production :  États-Unis
- Langue originale : anglais
- Format[3] : couleur (Technicolor) - D-Cinema - 2,39:1 (Cinémascope) - son DTS (DTS: X) | Dolby Surround 7.1 | Dolby Atmos | IMAX 6-Track | Dolby Digital | IMAX 12-Track | Sonics-DDP | Auro 11.1
- Genres : action, aventures, fantastique, science-fiction, super-héros
- Durée : 105 minutes
- Dates de sortie[4] : 
  - France, Suisse romande, Belgique : 8 novembre 2023[5],[6]
  - États-Unis, Québec : 10 novembre 2023[7]
- Classification :
  - États-Unis : PG-13 (les enfants de moins de 13 ans doivent être accompagnées d'un adulte)
  - France : Tous publics
  - Québec : Tous publics

## Distribution
Sauf indication contraire, les informations mentionnées dans cette section peuvent être confirmées par la base de données cinématographiques IMDb,  présente dans la section « Liens externes ».
- Brie Larson (VF : Elisabeth Ventura ; VQ : Geneviève Bédard) : Carol Danvers / Captain Marvel
- Teyonah Parris (VF : Alice Taurand ; VQ : Sofia Blondin) : Monica Rambeau
- Iman Vellani (VF : Léopoldine Serre ; VQ : Marguerite D'Amour) : Kamala Khan / Miss Marvel
- Zawe Ashton (VF : Astrid Bayiha ; VQ : Florence Blain Mbaye) : Dar-Benn (en)
- Samuel L. Jackson (VF : Thierry Desroses ; VQ : Patrick Chouinard) : Nick Fury
- Park Seo-joon (VF et VQ : Michael Lelong) : prince Yan D'Aladna
- Mohan Kapur (VF : Stefan Godin ; VQ : Louis-Philippe Dandenault) : Yusuf Khan
- Zenobia Shroff[8] (VF : Isabelle Leprince ; VQ : Valérie Gagné) : Muneeba Khan
- Saagar Shaikh (VF et VQ : Eilias Changuel) : Amir Khan
- Gary Lewis (VF : Jean-Bernard Guillard ; VQ : Alain Zouvi) : empereur Dro'ge
- Daniel Ings (VF : Juan Llorca ; VQ : Nicholas Savard L'Herbier) : Ty-Rone
- Leila Farzad (VF : Charlotte Junière ; VQ : Alice Pascual) : Talia
- Abraham Popoola (VF : Salif Cisse ; VQ : Fayolle Jean Jr.) : Dag
- Shamier Anderson : un scientifique sur S.A.B.E.R.
- Kenedy McCallam-Martin : Monica, enfant
- Tessa Thompson : (VQ : Véronique Marchand) Valkyrie (caméo)
- Hailee Steinfeld (VF : Marie Tirmont ; VQ : Marie-Laurence Boulet) : Kate Bishop (caméo)
- Lashana Lynch (VF : Corinne Wellong ; VQ : Pascale Montreuil) : Maria Rambeau (en) (flashbacks) ; Maria Rambeau / Binary (univers alternatif) (caméo, scène inter-générique)
- Kelsey Grammer (VF : Pascal Casanova ; VQ : Benoît Rousseau) : Dr Hank McCoy / le Fauve (univers alternatif) (caméo, scène inter-générique)
Version française
  - Studio de doublage : Dubbing Brothers
  - Direction artistique : Hervé Rey
  - Adaptation : Philippe Sarrazin
  - Direction musicale : Olivier Constantin
  - Adaptation chansons : Philippe Videcoq

Version québécoise (VQ) sur Doublage.qc.ca

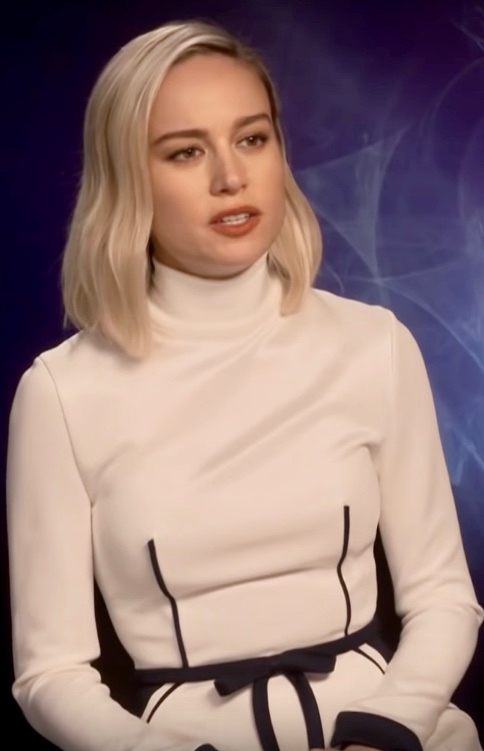
Brie Larson dans le rôle de Captain Marvel
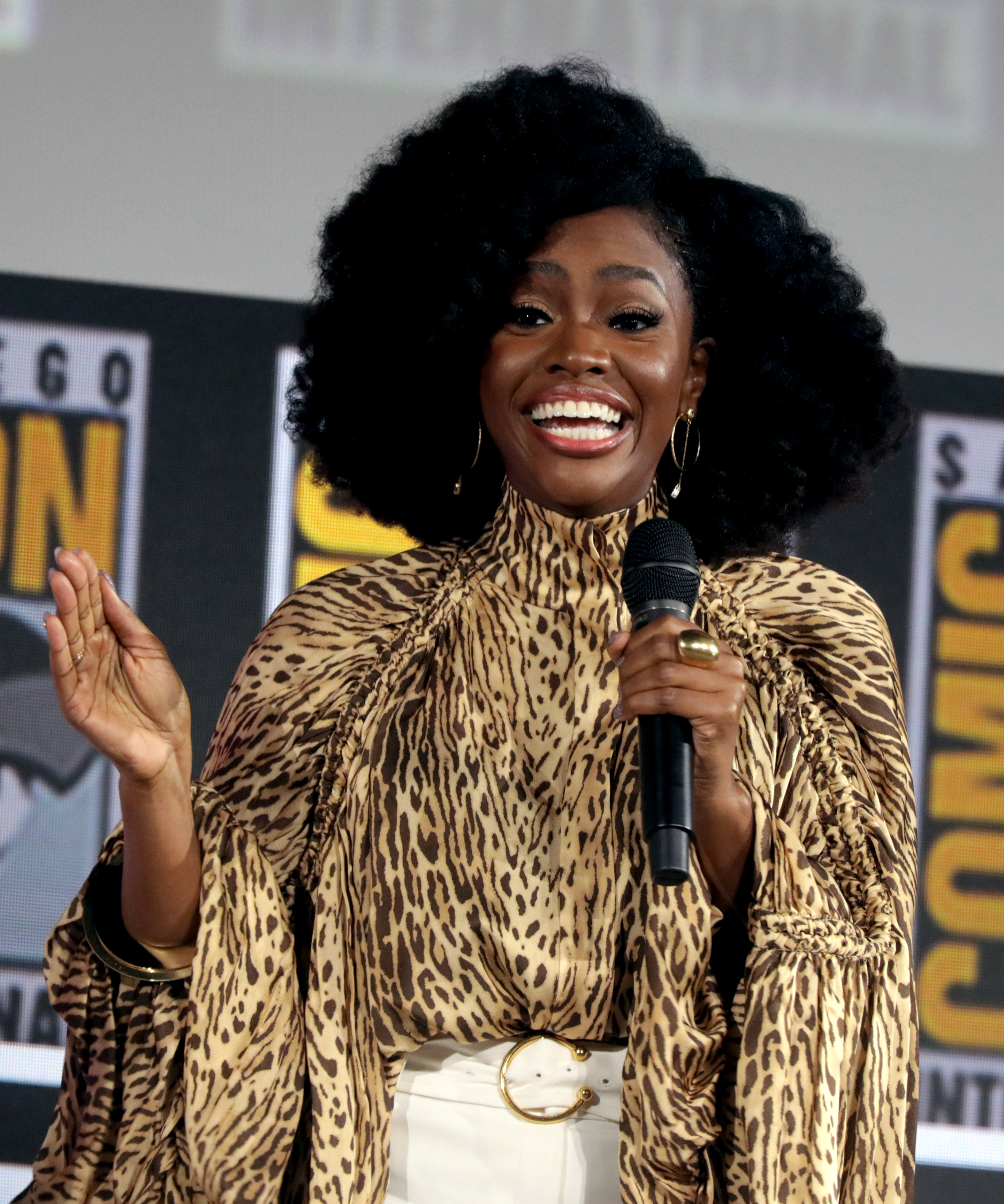
Teyonah Parris dans le rôle de Monica Rambeau
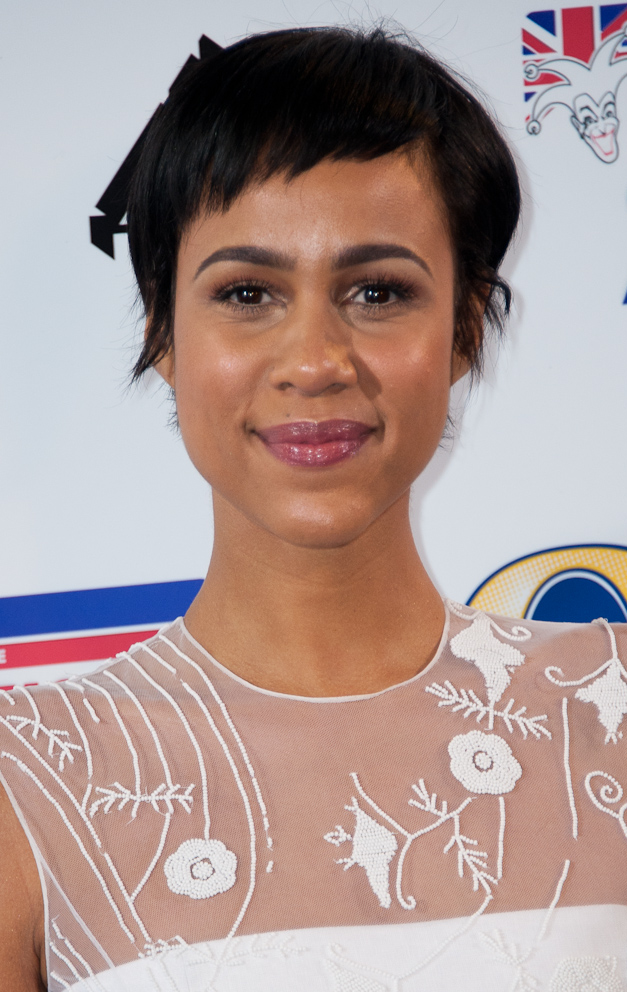
Zawe Ashton dans le rôle de Dar-Benn
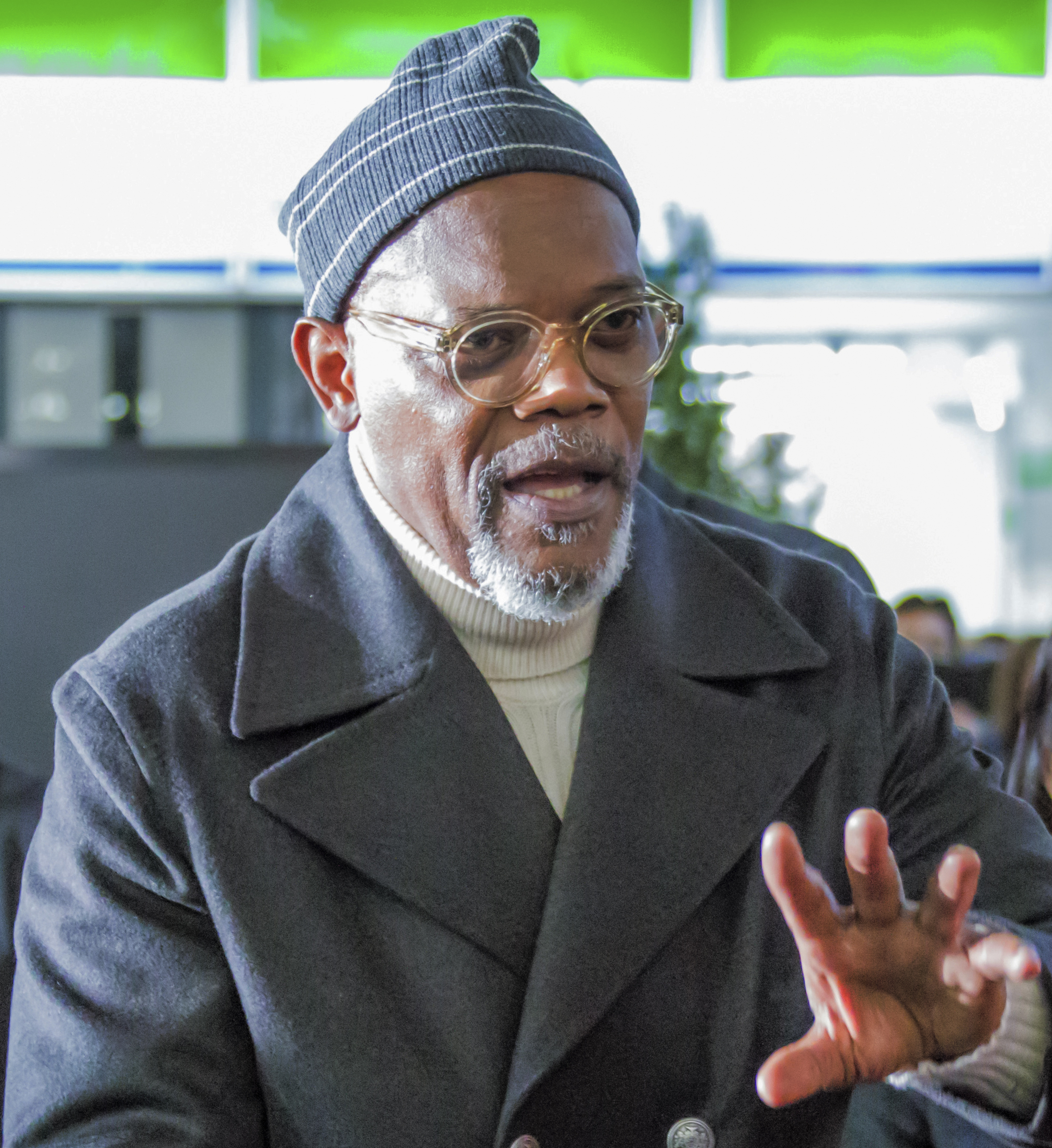
Samuel L. Jackson dans le rôle de Nick Fury
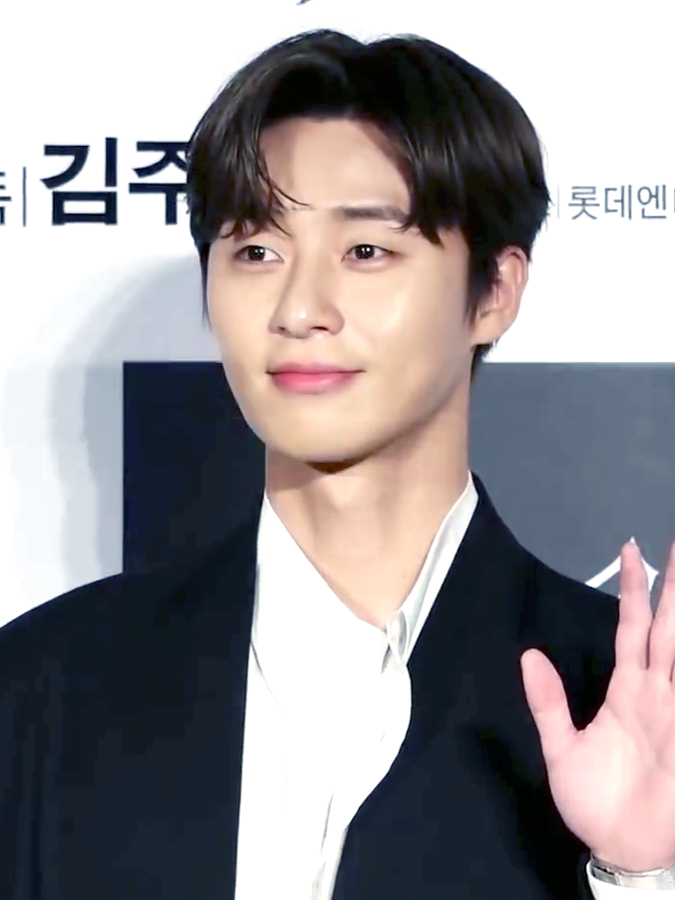
Park Seo-joon dans le rôle de Yan D'Aladna

## Production

### Genèse et développement
Peu après la sortie de Captain Marvel (2019), Brie Larson exprime son envie de faire une suite incluant le personnage de Miss Marvel dans sa version Kamala Khan. Le producteur Kevin Feige avait déjà évoqué l'idée d'introduire ce personnage dans l'univers cinématographique Marvel. Iman Vellani est ensuite choisie pour l'incarner dans la série Ms. Marvel prévue en 2022 sur Disney+. En mars 2019, Kevin Feige déclare que le studio a de grandes idées pour une suite. Lashana Lynch exprime l'envie de reprendre son rôle de Maria Rambeau. Lors du San Diego Comic-Con en juillet 2019, Kevin Feige confirme que une suite de Captain Marvelest prévue.
En Décembre 2020, le nom de la scénariste Megan McDonnell est évoqué. Elle avait auparavant officié dans l'équipe de scénaristes de la série WandaVision (2021). Le retour de Brie Larson est officialisé peu après, Les réalisateurs du premier film Anna Boden et Ryan Fleck ne seront pas de la partie. Il est précisé que le studio recherche une femme pour réaliser le film. En Avril 2021, Disney dévoile une date de sortie pour le 8 juillet 2022. En août 2021, Nia DaCosta est officiellement engagée, alors que le studio avait également envisagé Olivia Wilde ou Jamie Babbit.
Kevin Feige annonce en décembre 2020 que le film sortira en novembre 2022. Le retour de Teyonah Parris dans le rôle de Monica Rambeau est officialisé. L'actrice Zawe Ashton est ensuite choisie pour le rôle de la méchante
.
En mai 2021, Marvel Studios révèle que le film s'intitulera The Marvels. En octobre 2023, ils et annoncé que le film serait d'une durée de 105 minutes, ce qui en fait le film le plus court du MCU depuis L'Incroyable Hulk.

### Tournage
La seconde équipe filme des plans aériens, plans d'exposition et des plans pour écrans verts dès le 9 avril 2021 à Jersey City dans le New Jersey,. Le tournage principal débute en mai 2021. Il se déroule à Los Angeles et au New Jersey.
À la suite des multiples reports de sortie du film, Nia Da Costa a dû quitter la post-production du film pour se consacrer à son film suivant, sur lequel elle était contractuellement engagée, Hedda avec Tessa Thompson, mais selon la réalisatrice, le film était dans un état suffisamment avancé pour que son départ n'ait pas d'impact sur la version finale.

## Musique
Bandes originales de l'univers cinématographique Marvel
Les Gardiens de la Galaxie Vol. 3
(2023) Deadpool et Wolverine
(2024)
La musique du film est composée par Laura Karpman, elle avait déjà travaillé sur la série What If...?. L'album est publié en téléchargement par Hollywood Records et Marvel Music le 8 novembre 2023.
| Liste des titres | Liste des titres                  | Liste des titres | Liste des titres | Liste des titres | Liste des titres | Liste des titres | Liste des titres | Liste des titres | Liste des titres |
| No               | Titre                             | Durée            |                  |                  |                  |                  |                  |                  |                  |
| ---------------- | --------------------------------- | ---------------- | ---------------- | ---------------- | ---------------- | ---------------- | ---------------- | ---------------- | ---------------- |
| 1.               | Higher. Further. Faster. Together | 3:51             |                  |                  |                  |                  |                  |                  |                  |
| 2.               | Dar-Benn                          | 3:01             |                  |                  |                  |                  |                  |                  |                  |
| 3.               | Tear in Spacetime                 | 1:33             |                  |                  |                  |                  |                  |                  |                  |
| 4.               | Surge                             | 2:20             |                  |                  |                  |                  |                  |                  |                  |
| 5.               | Stop Spinning                     | 1:22             |                  |                  |                  |                  |                  |                  |                  |
| 6.               | Arrival on Tarnax                 | 1:33             |                  |                  |                  |                  |                  |                  |                  |
| 7.               | Peace Negotiations                | 2:42             |                  |                  |                  |                  |                  |                  |                  |
| 8.               | Entangled                         | 1:49             |                  |                  |                  |                  |                  |                  |                  |
| 9.               | Reunion                           | 1:41             |                  |                  |                  |                  |                  |                  |                  |
| 10.              | Free Fall                         | 1:45             |                  |                  |                  |                  |                  |                  |                  |
| 11.              | Evacuation                        | 7:31             |                  |                  |                  |                  |                  |                  |                  |
| 12.              | Connected                         | 2:10             |                  |                  |                  |                  |                  |                  |                  |
| 13.              | Hala                              | 2:10             |                  |                  |                  |                  |                  |                  |                  |
| 14.              | Arrival on Aladna                 | 1:30             |                  |                  |                  |                  |                  |                  |                  |
| 15.              | Voices of Aladna                  | 6:37             |                  |                  |                  |                  |                  |                  |                  |
| 16.              | War Preparations                  | 1:13             |                  |                  |                  |                  |                  |                  |                  |
| 17.              | Forces Arrive                     | 3:49             |                  |                  |                  |                  |                  |                  |                  |
| 18.              | Power                             | 3:05             |                  |                  |                  |                  |                  |                  |                  |
| 19.              | O Captain! My Captain!            | 2:33             |                  |                  |                  |                  |                  |                  |                  |
| 20.              | Chosen Family                     | 1:52             |                  |                  |                  |                  |                  |                  |                  |
| 21.              | On Fire                           | 2:51             |                  |                  |                  |                  |                  |                  |                  |
| 22.              | Final Fight                       | 1:06             |                  |                  |                  |                  |                  |                  |                  |
| 23.              | Dar-Benn's Destiny                | 2:47             |                  |                  |                  |                  |                  |                  |                  |
| 24.              | Greater Purpose                   | 5:30             |                  |                  |                  |                  |                  |                  |                  |
| 25.              | Restoration                       | 2:23             |                  |                  |                  |                  |                  |                  |                  |
| 26.              | Captain Rambeau                   | 2:09             |                  |                  |                  |                  |                  |                  |                  |
| 27.              | Home                              | 2:21             |                  |                  |                  |                  |                  |                  |                  |
| 28.              | The Marvels                       | 3:51             |                  |                  |                  |                  |                  |                  |                  |
| 65:00            |                                   |                  |                  |                  |                  |                  |                  |                  |                  |

## Sortie et accueil

### Promotion et date de sortie
Initialement prévu pour 2022, The Marvels sort aux États-Unis le 10 novembre 2023 et le 8 en France
Une première affiche du film est publiée le 17 février 2023, annonçant le report de la sortie d'environ 4 mois.
La première bande-annonce internationale est dévoilée par Marvel Studios le 11 avril 2023, confirmant ainsi l'intrigue principale du film. La seconde bande-annonce est quant à elle dévoilée par Marvel Studios le 21 juillet 2023.
À l'occasion de la sortie du film, la chaîne MarvelMusicVEVO met en ligne une vidéo intitulée Higher. Further. Faster. Together. (Lofi Girl x Thaehan Lofi Remix) (From "The Marvels") avec le personnage de Kamala dans une position rappelant celle de Lofi Girl avec le principal direct de la chaîne Lofi Girl en arrière-plan. Il s'agit d'un partenariat commercial entre la chaîne Lofi Girl et Marvel Studios.

### Accueil critique
Le film reçoit des critiques mitigées. Sur le site d'agrégation de critiques Rotten Tomatoes, le film obtient 62% d'avis favorables, pour 271 critiques et une note moyenne de 5,9⁄10. Le consensus suivant résume les avis collectés : « Drôle, d'une brièveté rafraîchissante et rehaussé par la chimie de ses trois protagonistes, The Marvels est facile à apprécier sur le moment malgré son histoire encombrée et ses changements de ton confus. » Sur le site Metacritic, qui utilise une moyenne pondérée, le film obtient la note de 50⁄100 pour 57 critiques presse, et la note de 3,8⁄10 pour plus de 600 utilisateurs.
En France, le site Allociné propose une note moyenne de 2,3⁄5 basé sur 15 titres de presse, tandis que les avis spectateurs se résument en une note de 2,1⁄5 basée sur 3000 notes.
Le site Les numériques cite "The Marvels est un ratage en tout point et se présente en nouvelle preuve du déclin qualitatif du MCU depuis plusieurs années.", soulignant des scènes d'actions manquant de souffle, un scénario plat et une antagoniste sans saveur .

### Box-office
Aux États-Unis et au Canada, les estimations du premier week-end prévoient un total de 60 millions de dollars pour 4 030 salles de projection. Après un premier jour à 21,3 millions de dollars (dont 6,6 millions des night previews du vendredi soir), les estimations sont alors revues à la baisse, entre 47 et 52 millions. Le film est alors annoncé comme un échec commercial.
En France, le film réalise le pire démarrage pour un film de l'univers cinématographique Marvel avec 50 000 entrées pour son premier jour.